# بوبي طومسون (لاعب كرة قدم)
بوبي طومسون (بالإنجليزية: Bobby Thomson)‏ (21 مارس 1937 بدندي في المملكة المتحدة - 6 أغسطس 2024) هو لاعب كرة قدم بريطاني في مركز الهجوم. لعب مع أستون فيلا وبرمنغهام سيتي وستوكبورت كونتي ووولفرهامبتون واندررز وبرومزغروف روفرز ‏ ونادي ألبيون روفرز.

## وصلات خارجية
- بوبي طومسون على موقع قاعدة بيانات كرة القدم.إي يو (الإنجليزية)